# Расмекеєвська сільська рада
Расмеке́євська сільська рада (рос. Расмекеевский сельский совет) — муніципальне утворення у складі Кушнаренковського району Башкортостану, Росія. Адміністративний центр — село Байталли.

## Населення
Населення — 795 осіб (2019, 957 у 2010, 1009 у 2002).

## Склад
До складу поселення входять такі населені пункти:
| Населений пункт         | Населення, осіб (2002) | Населення, осіб (2010) |
| ----------------------- | ---------------------- | ---------------------- |
| Байталли, село          | 458                    | 445                    |
| Купаєво, присілок       | 142                    | 140                    |
| Расмекеєво, присілок    | 236                    | 224                    |
| Староюмраново, присілок | 115                    | 94                     |
| Урал, присілок          | 58                     | 54                     |